# Böttcherstraße (Brémy)
Böttcherstraße je přibližně 100 metrů dlouhá ulice v historické části Brém, která díky své architektuře a památkám patří mezi turisticky nejnavštěvovanější místa v Brémách. Většina budov pochází z let 1922–1931, kdy je nechal postavit brémský obchodník s kávou a mecenáš Ludwig Roselius (1873–1943). Ten pověřil uměleckými pracemi sochaře, malíře a architekta Bernharda Hoetgera. Böttcherstraße a její domy jsou jednou z mála ukázek expresionismu v architektuře. Od roku 1973 je Böttcherstraße památkově chráněná.